# Illes Hermit
Les illes Hermit són un grup de 17 illes a les illes occidentals de l'arxipèlag de Bismarck, a Papua Nova Guinea.

## Història
El primer albirament de les illes Hermit per part dels europeus va ser pel navegant espanyol Iñigo Órtiz de Retes el 29 de juliol de 1545, quan a bord de la carraca San Juan intentava tornar de Tidore cap a Nova Espanya. La va anomenar La Caimana. En passar-hi, Ortiz de Retes explicà que uns negres que llençaven fletxes a mà, sense arc, se'ls hi acostaren.